# Bispebjerg (stadsdeel)

Stadsdelen in de gemeente Kopenhagen 2007-heden:
A: Indre By
B: Østerbro
C: Nørrebro
D: Bispebjerg
E: Brønshøj-Husum
F: Vanløse
G: Valby
H: Vesterbro/Kongens Enghave
I: Amager Vest
J: Amager Øst

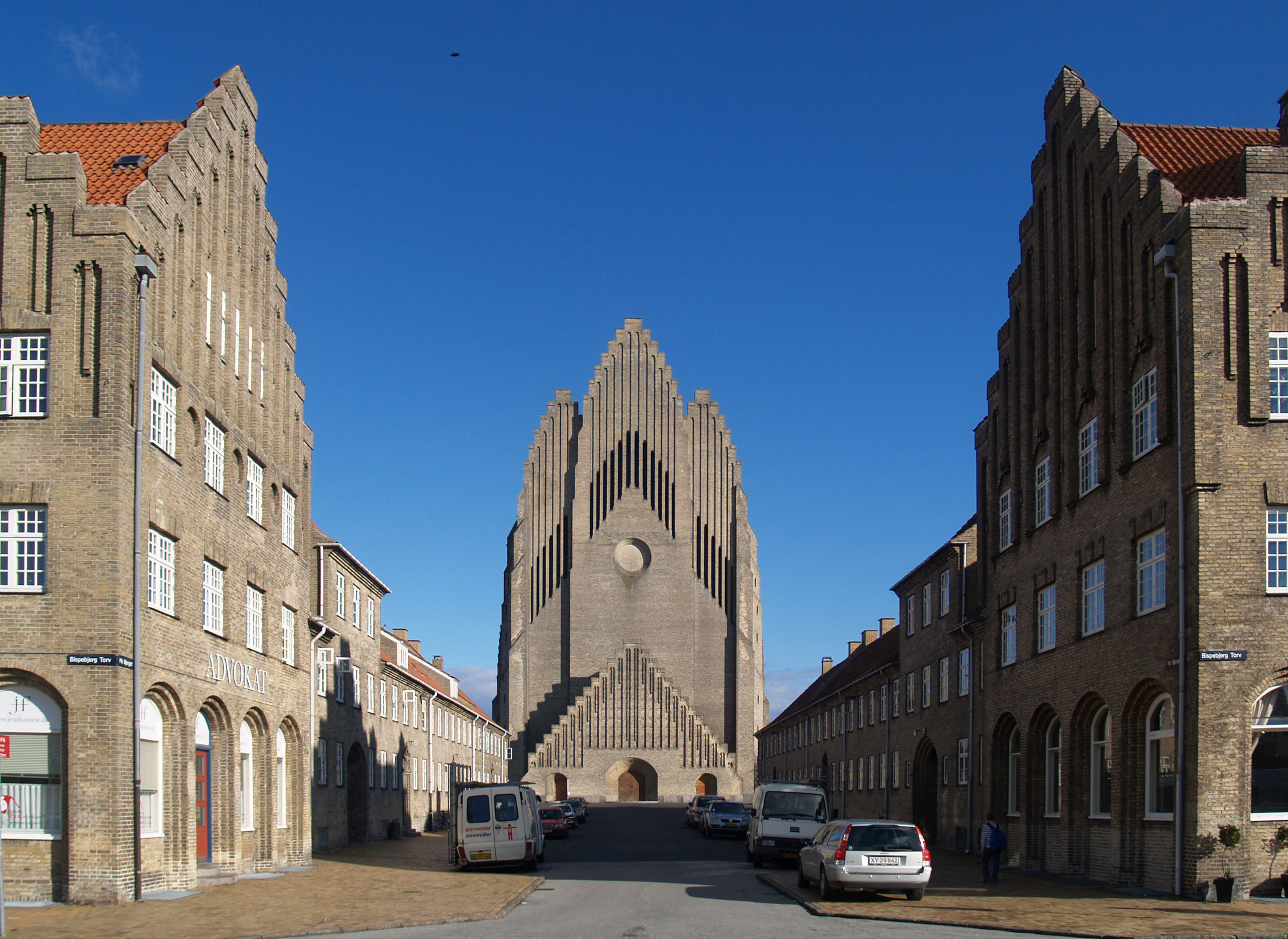
Grundtvigskirken

Bispebjerg is een stadsdeel van de Deense gemeente Kopenhagen. Het district heeft een bevolking van 54.583 (2016) en een oppervlakte van 6,83 km². Het bestaat uit compacte bebouwing met vooral hoge flats en sociale woningen. 
Een kwart van de bevolking van Bispebjerg heeft niet-westerse achtergrond, het is ook de armste wijk van Kopenhagen gerekend naar inkomen. 
Opvallende gebouwen zijn de moderne bibliotheek met cultureel centrum in de straat Rentemestervej en de Grundtvigskerk
In de omgang wordt soms de minder precieze aanduiding Nordvestkvarteret (de Noordwestwijk), Nordvest of kortweg NV gebruikt voor Bispebjerg, naar de letters in de postcode voor dit gebied: 2400 København NV, waar echter ook delen van Vanløse en Nørrebro onder vallen.

## Ligging
Het district ligt in het noorden van Kopenhagen met als aangrenzende gebieden:
- In het noorden Gentofte
- In het oosten en zuidoosten Østerbro en Nørrebro
- In het zuiden Frederiksberg
- In het westen Vanløse en Brønshøj-Husum
- In het noordwesten Gladsaxe

## Geschiedenis
De naam Bispebjerg komt oorspronkelijk van Biszebierg in 1681. Bispebjerg behoorde tot de parochie Brønshøj maar in de jaren 1890 verwierf de stad Kopenhagen grote stukken grond in het gebied met de bedoeling er een begraafplaats en ziekenhuis op te richten. In 1901 werd Bispebjerg samen met de rest van Brønshøj samengevoegd met Kopenhagen. De begraafplaats Bispebjerg kirkegård werd geopend in 1903 en het Bispebjerg Hospital werd gebouwd tussen 1908 en 1913.
Sinds de hervorming van de stad in 2006–2008 is Kopenhagen officieel verdeeld in tien districten of stadsdelen (bydele): Indre By, Østerbro, Nørrebro, Vesterbro/Kongens Enghave, Valby, Vanløse, Brønshøj-Husum, Bispebjerg, Amager Øst en Amager Vest.